# Australian Open-mesterskabet i herredouble 2025
Australian Open-mesterskabet i herredouble 2025 er den 113. turnering om Australian Open-mesterskabet i herredouble. Turneringen er en del af Australian Open 2025 og bliver spillet i Melbourne Park i Melbourne, Victoria, Australien i perioden 14. - 26. januar 2025 med deltagelse af 64 par.
Mesterskabet blev vundet af Harri Heliövaara og Henry Patten, som i en 3 timer og 4 minutter lang finale besejrede Simone Bolelli og Andrea Vavassori med 6-7(16), 7-6(5), 6-3, og parret vandt dermed deres anden grand slam-titel som makkere, efter at de året før havde vundet Wimbledon-mesterskabet. Heliövaara blev den første finske spiller med to grand slam-titler i herredouble, og Patten blev den tredje britiske vinder af Australian Open-mesterskabet i herredouble i den åbne æra (efter Jamie Murray og Joe Salisbury). Bolelli og Vavassori afværgede ti sætbolde i et usædvanligt langt første sæt på 87 minutter, hvoraf alene tiebreaken, der endte 18-16, varede 24 minutter. Det italienske par var i deres tredje grand slam-finale som makkere, heraf for andet år i træk ved Australian Open, og for tredje gang måtte de forlade slutkampen i taberens rolle.
Siden Ruslands invasion af Ukraine i begyndelsen af 2022 havde tennissportens styrende organer, WTA, ATP, ITF og de fire grand slam-turneringer, tilladt, at spillere fra Rusland og Hviderusland fortsat kunne deltage i grand slam-turneringer samt turneringer på ATP Tour og WTA Tour, men de kunne ikke stille op under landenes navne eller flag, og spillerne fra de to lande deltog derfor i turneringen under neutralt flag.

## Pengepræmier og ranglistepoint
Den samlede præmiesum til spillerne i herredouble androg A$ 5.182.000 (ekskl. per diem), hvilket var en stigning på 10,3 % i forhold til året før.
| Resultat               | Pengepræmier | Pengepræmier | Ændring ift. 2024 | ATP-point |
| Resultat               | Pr. par      | Total        | Ændring ift. 2024 | ATP-point |
| ---------------------- | ------------ | ------------ | ----------------- | --------- |
| Vindere (1)            | A$ 810.000   | A$ 810.000   | +11,0 %           | 2.000     |
| Finalister (1)         | A$ 440.000   | A$ 440.000   | +10,0 %           | 1.200     |
| Semifinalister (2)     | A$ 250.000   | A$ 500.000   | +9,9 %            | 720       |
| Kvartfinalister (4)    | A$ 142.000   | A$ 568.000   | +10,9 %           | 360       |
| Tabere i 3. runde (8)  | A$ 82.000    | A$ 656.000   | +9,3 %            | 180       |
| Tabere i 2. runde (16) | A$ 58.000    | A$ 928.000   | +9,4 %            | 90        |
| Tabere i 1. runde (32) | A$ 40.000    | A$ 1.280.000 | +11,1 %           | 0         |
| Samlet præmiesum       | -            | A$ 5.182.000 | +10,3 %           | -         |

## Turnering

### Deltagere
Turneringen havde deltagelse af 64 par, der var fordelt på:
- 57 direkte kvalificerede par i form af deres ranglisteplacering.
- 7 par, der havde modtaget et wildcard.

#### Seedede par
De 16 bedst placerede af parrene på ATP's verdensrangliste blev seedet:
| Seedning | Rangering | Rangering | Spillere                           | Resultat        |
| Seedning | Sum       | Ind.      | Spillere                           | Resultat        |
| -------- | --------- | --------- | ---------------------------------- | --------------- |
| 1        | 2         | 1         | Marcelo Arévalo Mate Pavić         | Kvartfinalist   |
| 2        | 8         | 4         | Marcel Granollers Horacio Zeballos | Meldte afbud    |
| 3        | 17        | 9 8       | Simone Bolelli Andrea Vavassori    | Finalister      |
| 4        | 21        | 10 11     | Kevin Krawietz Tim Pütz            | Semifinalister  |
| 5        | 23        | 6 17      | Nikola Mektić Michael Venus        | Første runde    |
| 6        | 30        | 16 14     | Harri Heliövaara Henry Patten      | Mestre          |
| 7        | 38        | 19        | Nathaniel Lammons Jackson Withrow  | Anden runde     |
| 8        | 43        | 22 21     | Máximo González Andrés Molteni     | Første runde    |
| 9        | 48        | 13 35     | Matthew Ebden Joran Vliegen        | Første runde    |
| 10       | 50        | 32 18     | Joe Salisbury Neal Skupski         | Anden runde     |
| 11       | 53        | 31 23     | Julian Cash Lloyd Glasspool        | Kvartfinalister |
| 12       | 61        | 27 34     | Jamie Murray John Peers            | Anden runde     |
| 13       | 62        | 37 25     | Sander Gillé Jan Zieliński         | Tredje runde    |
| 14       | 62        | 47 15     | Nicolás Barrientos Rohan Bopanna   | Første runde    |
| 15       | 64        | 24 40     | Hugo Nys Édouard Roger-Vasselin    | Kvartfinalister |
| 16       | 67        | 38 29     | Sadio Doumbia Fabien Reboul        | Tredje runde    |

#### Wildcards
Syv par modtog et wildcard til turneringen.
| Par                            | Resultat     |
| ------------------------------ | ------------ |
| Blake Ellis Thomas Fancutt     | Første runde |
| Rinky Hijikata Jason Kubler    | Første runde |
| Marc Polmans Matthew Romios    | Anden runde  |
| Vasek Pospisil Jordan Thompson | Meldte afbud |
| Luke Saville Li Tu             | Tredje runde |
| Tristan Schoolkate Adam Walton | Anden runde  |
| Seita Watanabe Takeru Yuzuki   | Første runde |

### Resultater

#### Kvartfinaler, semifinaler og finale
| Marcelo Arévalo |
| Mate Pavić      |

| André Göransson |
| Sem Verbeek     |

| André Göransson |
| Sem Verbeek     |

| Simone Bolelli   |
| Andrea Vavassori |

| Simone Bolelli   |
| Andrea Vavassori |

| Nuno Borges      |
| Francisco Cabral |

| Simone Bolelli   |
| Andrea Vavassori |

| Julian Cash     |
| Lloyd Glasspool |

| Harri Heliövaara |
| Henry Patten     |

| Kevin Krawietz |
| Tim Pütz       |

| Kevin Krawietz |
| Tim Pütz       |

| Harri Heliövaara |
| Henry Patten     |

| Harri Heliövaara |
| Henry Patten     |

| Hugo Nys               |
| Édouard Roger-Vasselin |

#### Første, anden og tredje runde
| Marcelo Arévalo |
| Mate Pavić      |

| Rinky Hijikata |
| Jason Kubler   |

| Marcelo Arévalo |
| Mate Pavić      |

| Damir Džumhur    |
| Petros Tsitsipas |

| Damir Džumhur    |
| Petros Tsitsipas |

| Anirudh Chandrasekar |
| Karol Drzewiecki     |

| Marcelo Arévalo |
| Mate Pavić      |

| Pablo Carreño Busta  |
| Sergio Martos Gornés |

| Sadio Doumbia |
| Fabien Reboul |

| Sander Arends |
| Luke Johnson  |

| Sander Arends |
| Luke Johnson  |

| Petr Nouza  |
| Patrik Rikl |

| Sadio Doumbia |
| Fabien Reboul |

| Sadio Doumbia |
| Fabien Reboul |

| Joe Salisbury |
| Neal Skupski  |

| Sebastián Báez     |
| Francisco Comesaña |

| Joe Salisbury |
| Neal Skupski  |

| André Göransson |
| Sem Verbeek     |

| André Göransson |
| Sem Verbeek     |

| Alexander Erler |
| Andreas Mies    |

| André Göransson |
| Sem Verbeek     |

| James Duckworth  |
| Aleksandar Vukic |

| Luke Saville |
| Li Tu        |

| Thanasi Kokkinakis |
| Nick Kyrgios       |

| James Duckworth  |
| Aleksandar Vukic |

| Luke Saville |
| Li Tu        |

| Luke Saville |
| Li Tu        |

| Máximo González |
| Andrés Molteni  |

| Simone Bolelli   |
| Andrea Vavassori |

| Constantin Frantzen |
| Hendrik Jebens      |

| Simone Bolelli   |
| Andrea Vavassori |

| Marco Bortolotti |
| Flavio Cobolli   |

| Luciano Darderi |
| Diego Hidalgo   |

| Luciano Darderi |
| Diego Hidalgo   |

| Simone Bolelli   |
| Andrea Vavassori |

| Adam Pavlásek     |
| Jean-Julien Rojer |

| Pedro Martínez |
| Jaume Munar    |

| Romain Arneodo |
| Arthur Cazaux  |

| Adam Pavlásek     |
| Jean-Julien Rojer |

| Pedro Martínez |
| Jaume Munar    |

| Pedro Martínez |
| Jaume Munar    |

| Nicolás Barrientos |
| Rohan Bopanna      |

| Jamie Murray |
| John Peers   |

| Borna Gojo        |
| Miomir Kecmanović |

| Jamie Murray |
| John Peers   |

| Tallon Griekspoor       |
| Botic van de Zandschulp |

| Tallon Griekspoor       |
| Botic van de Zandschulp |

| Christopher O'Connell |
| Roman Safiullin       |

| Tallon Griekspoor       |
| Botic van de Zandschulp |

| Sriraj Balaji       |
| Miguel Reyes-Varela |

| Nuno Borges      |
| Francisco Cabral |

| Robin Haase          |
| Aleksandr Nedovjesov |

| Sriraj Balaji       |
| Miguel Reyes-Varela |

| Nuno Borges      |
| Francisco Cabral |

| Nuno Borges      |
| Francisco Cabral |

| Nikola Mektić |
| Michael Venus |

| Nathaniel Lammons |
| Jackson Withrow   |

| Marcos Giron |
| Evan King    |

| Nathaniel Lammons |
| Jackson Withrow   |

| Aleksandr Bublik     |
| Aleksandr Sjevtjenko |

| Ariel Behar     |
| Robert Galloway |

| Ariel Behar     |
| Robert Galloway |

| Ariel Behar     |
| Robert Galloway |

| Santiago González |
| Lucas Miedler     |

| Julian Cash     |
| Lloyd Glasspool |

| Seita Watanabe |
| Takeru Yuzuki  |

| Santiago González |
| Lucas Miedler     |

| Francisco Cerúndolo     |
| Tomás Martín Etcheverry |

| Julian Cash     |
| Lloyd Glasspool |

| Julian Cash     |
| Lloyd Glasspool |

| Sander Gillé  |
| Jan Zieliński |

| Bu Yunchaokete     |
| R. Carballés Baena |

| Sander Gillé  |
| Jan Zieliński |

| Grégoire Jacq |
| Orlando Luz   |

| Grégoire Jacq |
| Orlando Luz   |

| Jeevan Nedunchezhiyan  |
| Vijay Sundar Prashanth |

| Sander Gillé  |
| Jan Zieliński |

| Christian Harrison |
| David Pel          |

| Kevin Krawietz |
| Tim Pütz       |

| Victor Cornea  |
| Mariano Navone |

| Victor Cornea  |
| Mariano Navone |

| David Goffin     |
| Alexandre Müller |

| Kevin Krawietz |
| Tim Pütz       |

| Kevin Krawietz |
| Tim Pütz       |

| Harri Heliövaara |
| Henry Patten     |

| Rithvik C. Bollipalli |
| Ryan Seggerman        |

| Harri Heliövaara |
| Henry Patten     |

| Marc Polmans   |
| Matthew Romios |

| Marc Polmans   |
| Matthew Romios |

| Manuel Guinard     |
| Arthur Rinderknech |

| Harri Heliövaara |
| Henry Patten     |

| Yuki Bhambri    |
| Albano Olivetti |

| Austin Krajicek |
| Rajeev Ram      |

| Tristan Schoolkate |
| Adam Walton        |

| Tristan Schoolkate |
| Adam Walton        |

| Austin Krajicek |
| Rajeev Ram      |

| Austin Krajicek |
| Rajeev Ram      |

| Matthew Ebden |
| Joran Vliegen |

| Hugo Nys               |
| Édouard Roger-Vasselin |

| Rafael Matos |
| Marcelo Melo |

| Hugo Nys               |
| Édouard Roger-Vasselin |

| Ivan Dodig       |
| Skander Mansouri |

| Ivan Dodig       |
| Skander Mansouri |

| Blake Ellis    |
| Thomas Fancutt |

| Hugo Nys               |
| Édouard Roger-Vasselin |

| Tomáš Macháč  |
| Zhang Zhizhen |

| Tomáš Macháč  |
| Zhang Zhizhen |

| Guido Andreozzi |
| Théo Arribagé   |

| Tomáš Macháč  |
| Zhang Zhizhen |

| Jakob Schnaitter |
| Mark Wallner     |

| Jakob Schnaitter |
| Mark Wallner     |

| Fernando Romboli |
| Marcelo Zormann  |